# Pinnacle Studio
Pinnacle Studio – program komputerowy do domowej obróbki wideo stworzony przez Pinnacle Systems Inc. Oferuje funkcje dodawania napisów, przejść, efektów dźwiękowych, komentarzy i efektów specjalnych.
Obsługuje większość znanych formatów, wraz z HD. Ma funkcję przechwytywania filmów wideo
- ze źródeł cyfrowych (format miniDV, Digital8 lub MicroDV) – kamer HDV, telefonów komórkowych,
- ze źródeł analogowych (format VHS, SVHS, VHS-C lub SVHS-C) po zainstalowaniu dodatkowej karty,
- import i edycja w formacie MPEG-1 oraz MPEG-2.

Daje możliwość edycji poklatkowej.
Zapisu na płytach DVD/blu-ray.

Program dostępny jest w wersjach m.in.:
- Studio 18 (edycja HD)
- Studio 18 Plus (edycja HD)
- Studio 18 Ultimate (edycja 4K)[1]

Program w polskiej wersji językowej.